# Gran Premio del Belgio 1982
Il Gran Premio del Belgio 1982 è stata la quinta prova della stagione 1982 del Campionato mondiale di Formula 1. Si è corsa domenica 9 maggio 1982 sul Circuito di Zolder. La gara è stata vinta dal britannico John Watson su McLaren-Ford Cosworth; per il vincitore si trattò del terzo successo nel mondiale. Ha preceduto sul traguardo il finlandese Keke Rosberg su Williams-Ford Cosworth e lo statunitense Eddie Cheever su Ligier-Matra. Per quest'ultimo pilota si trattò del primo podio nel mondiale di F1.
Al sabato, nel corso delle qualifiche, morì, a seguito di un incidente, il pilota canadese della Ferrari Gilles Villeneuve.

## Vigilia

### Il caso del gran premio di Imola

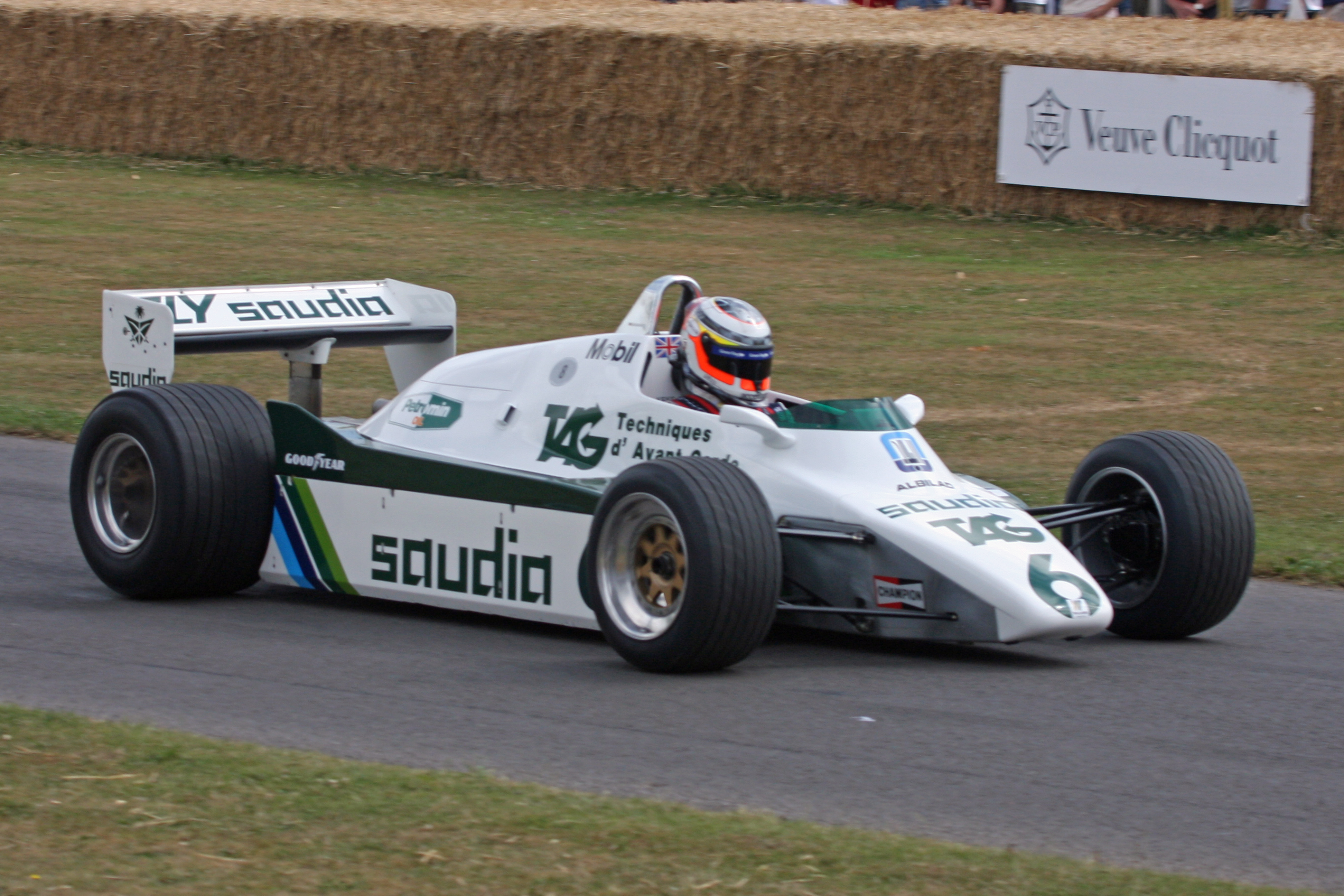
Il ritorno nel mondiale, dopo il boicottaggio della gara di Imola, consentì alla Williams di far esordire la FW08.

Il precedente gran premio, corso a Imola, era stato boicottato dalla maggior parte delle scuderie britanniche, in protesta contro la decisione del Tribunale della FIA di squalificare Nelson Piquet (della Brabham) e Keke Rosberg (della Williams), giunti rispettivamente, primo e secondo, nel Gran Premio del Brasile. La sentenza, inappellabile, ribadì che il peso minimo delle monoposto non poteva scendere sotto i 580 kg, e che i rabbocchi effettuati al termine della gara non potevano essere considerati come regolari. Venne così riscritta la classifica della gara, con la vittoria che venne assegnata ad Alain Prost.
Il 29 aprile, in una riunione della FIA a Casablanca, il presidente della FISA, Jean-Marie Balestre (che venne confermato nella sua carica), ribadì la volontà di far rispettare la sentenza del Tribunale della FIA e di mantenere la validità del Patto della Concordia. La riunione attribuì comunque, a dei gruppi di studio, il compito di effettuare delle proposte di modifica del regolamento della Formula 1, da presentarsi entro il 1º settembre. Su questo punto Balestre aveva subito le critiche delle grandi case costruttrici (tra cui BMW, Renault Alfa Romeo e Ferrari), che avevano inviato una dura nota di protesta contro la volontà di Balestre di modificare il regolamento tecnico già per il 1983, limitando l'uso dei motori sovralimentati, scelta che avrebbe violato il patto.
Per tentare di riportare le scuderie, legate alla FOCA, all'interno del mondiale, si trattò lungamente a Casablanca. I costruttori, legati a questa associazione, chiedevano che cadesse l'obbligo di rispettare il peso minimo, di 580 kg, per tutta la corsa. La FIA, dal suo canto, confermò che chi non si era presentato alla gara di Imola avrebbe dovuto pagare un'ammenda di 20.000 dollari per monoposto. La volontà degli sponsor spingeva affinché le scuderie della FOCA tornassero nel mondiale, tanto che Williams e McLaren avevano già predisposto vetture che non violassero la regola del peso minimo, ed erano così pronte alla gara belga. La BMW, inoltre, inviò un ultimatum alla Brabham, al fine di costringerla a montare nuovamente il suo motore turbo, in luogo del Ford Cosworth DFV. Solo il 4 maggio vi fu l'ufficializzazione della partecipazione di tutte le scuderie alla gara di Zolder. Le vetture, precedentemente sottopeso, vennero opportunamente zavorrate, anche se vi fu il timore che tali monoposto venissero fatte rientrare nel regolamento sul peso solo in gara, stante la difficoltà di pesare le vetture durante le qualifiche.Bernie Ecclestone, patron della Brabham e capo della FOCA, minacciò di portare la decisione del Tribunale della FIA presso un giudice ordinario di Losanna.

### La polemica Villeneuve-Pironi
A Imola, anche la gara produsse, al suo termine, forti polemiche. I due piloti giunti al primo e secondo posto, al termine di una lunga battaglia, Didier Pironi e Gilles Villeneuve, entrambi piloti della Ferrari, furono protagonisti di un duro contrasto. Il canadese, infatti, accusò il francese di una guida scorretta negli ultimi giri del gran premio, quando, secondo lui, le due vetture avrebbero dovuto mantenere le posizioni acquisite. La situazione tra i due piloti non si era affatto tranquillizzata nel periodo intercorso fra la gara di Imola e quella di Zolder.

### Aspetti tecnici
La Brabham ripresentò la BT50 a motore BMW, mentre la Williams fece esordire il modello FW08. Da questa gara la scuderia tedesca ATS abbandonò le coperture Avon, passando alle Goodyear.

### Aspetti sportivi
Come già annunciato prima della gara di Imola, la Williams rimpiazzò Mario Andretti (impegnato nelle corse nordamericane) con Derek Daly, che lasciava così la Theodore a Jan Lammers (a Imola sarebbe toccato a Geoff Lees). L'olandese mancava in F1 dalla prima parte della stagione 1981, disputata all'ATS. Alla Williams venne anche avvicinato Michele Alboreto.
La March iscrisse una terza vettura per lo spagnolo Emilio de Villota. L'ultima volta in cui più di due vetture di uno stesso costruttore affrontavano le qualifiche di un gran premio era stato il Gran Premio degli Stati Uniti d'America-Est 1980, con 4 Williams presenti, due ufficiali e due private, mentre l'ultima volta che una stessa scuderia aveva portato tre vetture era capitato al Gran Premio d'Italia 1980 al Team Lotus. La vettura era sostenuta dallo sponsor LBT, azienda produttrice di lubrificanti sintetici, ed era gommata Pirelli, come le altre due vetture della March, non dalla Avon, come inizialmente annunciato.
Marc Surer, ristabilitosi dopo l'infortunio patito durante i test di inizio stagione in Sudafrica, ritornò alla Arrows. Anche queste due novità erano state già annunciate per la gara sanmarinese. A causa dell'alto numero di vetture iscritte furono necessarie le prequalifiche, in cui vennero coinvolte cinque monoposto: le March di Raul Boesel ed Emilio de Villota, le due Toleman e l'Osella di Riccardo Paletti.

## Prequalifiche

### Resoconto
Non si prequalificarono Emilio de Villota, penalizzato da un guasto tecnico e Riccardo Paletti.

### Risultati
Nella sessione di prequalifica si è avuta questa situazione:
| Pos | Nº | Pilota            | Costruttore          | Tempo    | Status |
| --- | -- | ----------------- | -------------------- | -------- | ------ |
|     | 18 | Raul Boesel       | March-Ford Cosworth  |          | PQ     |
|     | 35 | Derek Warwick     | Toleman-Hart         |          | PQ     |
|     | 36 | Teo Fabi          | Toleman-Hart         |          | PQ     |
| NPQ | 32 | Riccardo Paletti  | Osella-Ford Cosworth | 1'21"784 | NPQ    |
| NPQ | 19 | Emilio de Villota | March-Ford Cosworth  | 1'22"879 | NPQ    |

## Qualifiche

### Resoconto
Nella prima giornata di prove la classifica venne dominata dalle due Renault: René Arnoux fece segnare 1'15"90, precedendo Alain Prost, staccato di 6 centesimi. Al terzo posto si classificò un'altra vettura col motore turbo, la Brabham di Nelson Piquet, posizionata davanti alla prima vettura con motore aspirato, la Tyrrell di Michele Alboreto.
Per evitare che le vetture continuassero a correre sotto il peso minimo, ne vennero controllate quattro: la Tyrrell di Brian Henton venne trovata non regolare e i suoi tempi vennero cancellati.
Nella giornata del sabato proseguì il duello tra i due piloti della casa francese, con Alain Prost che fu capace di beffare René Arnoux, e conquistare così la sua quarta pole position nel mondiale. Il tempo fatto segnare da Prost era di circa sei secondi e mezzo più basso di quanto fatto registrare in qualifica da Carlos Reutemann nell'edizione 1981.

### L'incidente mortale di Gilles Villeneuve

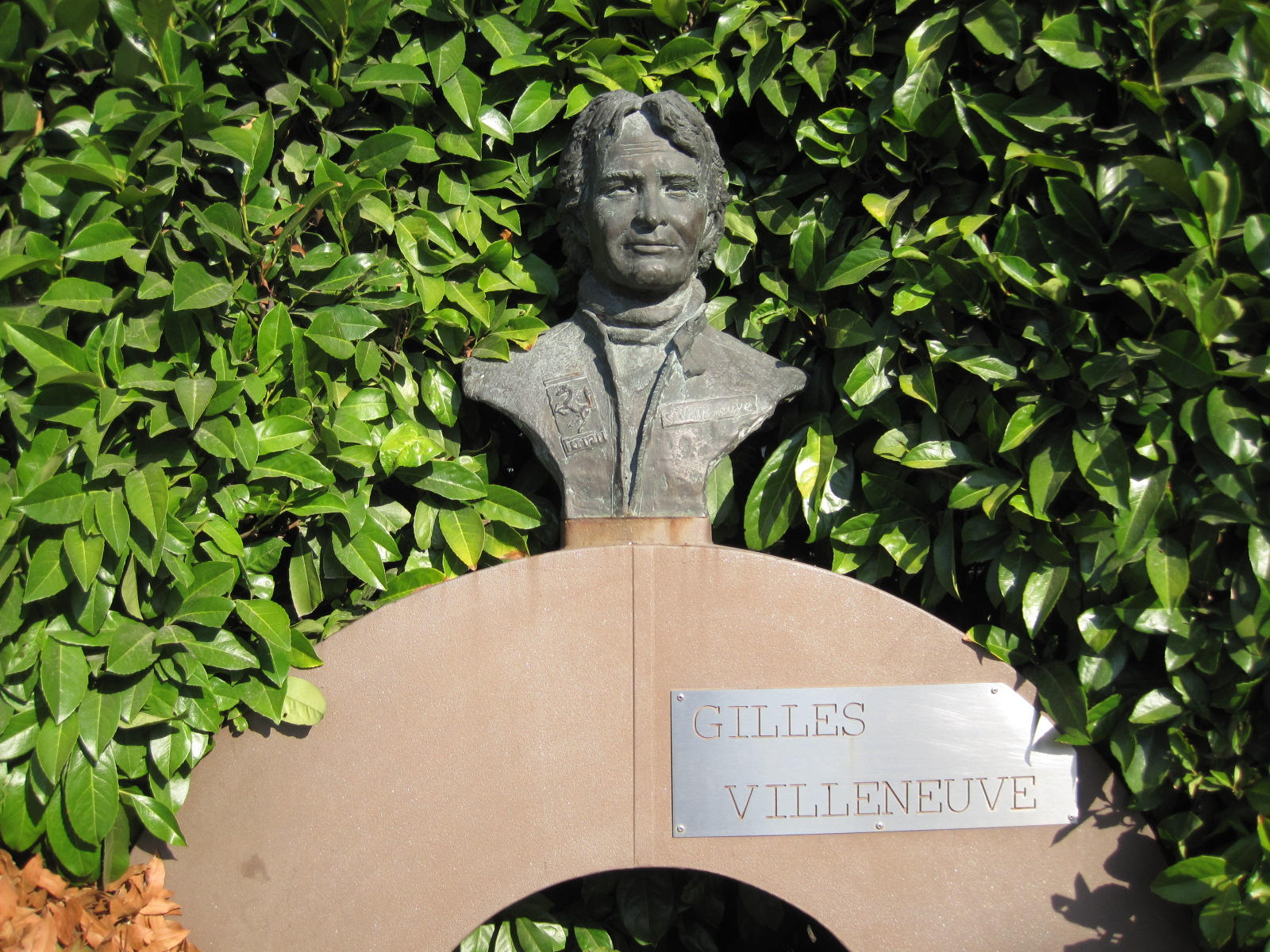
Un busto eretto a Fiorano Modenese in onore di Gilles Villeneuve. Il pilota scomparve a seguito di un incidente nel corso delle qualifiche del Gran Premio.

Alle 13:52, a otto minuti dalla fine delle prove, il pilota canadese Gilles Villeneuve tornò nuovamente in pista al fine di migliorare il suo tempo: il ferrarista era ottavo. Dopo un primo tentativo, il ferrarista proseguì per un secondo giro veloce quando, all'altezza della curva Terlamenbocht, si trovò davanti il tedesco Jochen Mass della March: Villeneuve tentò di passarlo all'esterno ma, in quel momento, la March di Mass si spostò anch'essa nella stessa direzione, col pilota tedesco convinto di lasciare l'interno della pista al canadese.
La Ferrari urtò la ruota posteriore di Mass e decollò, atterrando prima col musetto sull'erba e poi iniziando a roteare: l'avantreno della monoposto si disintegrò e Villeneuve venne sbalzato fuori dell'abitacolo, ricadendo a terra diversi metri dopo, anche sbattendo col collo su un paletto di sostegno delle reti di protezione, poste all'esterno della curva.
I soccorsi furono immediati, tanto che si tentò di rianimare il pilota sul posto, ma senza esito; caricato sull'ambulanza, venne portato prima all'infermeria del circuito, poi venne trasferito all'ospedale Saint Raphael di Lovanio, dove venne tenuto in vita artificialmente. Il pilota aveva subito danni alla prima vertebra cervicale e i medici, molto scettici sulla sua sopravvivenza, annunciarono la sua probabile paralisi totale. Alle 21 la moglie Johanna acconsentì a staccare la macchina che teneva in vita il marito. La morte di Gilles Villeneuve sopraggiunse alle ore 21.12. La Ferrari lasciò all'altro pilota Didier Pironi la scelta di partecipare o meno alla gara, ma il francese decise di ritirarsi, considerato inoltre che Enzo Ferrari ordinò il rientro immediato di tutta la squadra. L'ultima assenza della scuderia italiana in una gara valida per il mondiale era stata nel Gran Premio d'Austria 1976, all'epoca come segno di protesta per la riammissione in classifica di James Hunt nel Gran Premio di Spagna dello stesso anno e per il mancato sostegno delle autorità sportive italiane.
Villeneuve, che aveva 32 anni, aveva esordito nel mondiale del Gran Premio di Gran Bretagna 1977 con una McLaren, per poi passare, dal Gran Premio del Canada dello stesso anno alla Ferrari. Il canadese aveva corso 67 gran premi, ottenendo 6 vittorie, due pole position, 8 giri veloci e 13 podi. Aveva anche ottenuto una vittoria non titolata. Fu il primo incidente mortale in F1 da quello di Ronnie Peterson, avvenuto nel corso del Gran Premio d'Italia 1978, mentre l'ultimo pilota a perdere la vita al di fuori delle gare titolate era stato Patrick Depailler nel 1980 durante una sessione di test privati della scuderia Alfa Romeo all'Hockenheimring.
Il 12 maggio si tennero a Berthierville, luogo ove Villeneuve era cresciuto, i funerali del pilota canadese. Alle esequie parteciparono migliaia di persone, tra cui alcune autorità come il primo ministro Pierre Trudeau ed esponenti dello sport canadese come l'hockeista Guy Lafleur. Tra gli esponenti della F1 presero parte alla cerimonia Jody Scheckter e Jackie Stewart. Anche il Presidente della Repubblica Italiana Sandro Pertini inviò una corona di fiori. La salma venne portata poi al Cimitero dell'est di Montréal e successivamente cremata. La Scuderia Ferrari decise di intitolare a Villeneuve la via d'accesso al Circuito di Fiorano, mentre il comune di Montréal gli dedicò il circuito cittadino che ospitava la Formula 1. Durante il successivo Gran Premio di Monaco i piloti chiesero alla Federazione di omaggiare il pilota canadese non assegnando più il numero 27 a nessuno.
Un'indagine della FISA concluse che l'incidente era dovuto a un errore di guida di Villeneuve, scagionando così interamente Jochen Mass.
Al posto dei due piloti della Ferrari la direzione di gara ammise al via i primi due non qualificati, lo stesso Mass e Mauro Baldi.

### Risultati
Nella sessione di qualifica si è avuta questa situazione:
| Pos | Nº | Pilota             | Costruttore              | Tempo    | Griglia |
| --- | -- | ------------------ | ------------------------ | -------- | ------- |
| 1   | 15 | Alain Prost        | Renault                  | 1'15"701 | 1       |
| 2   | 16 | René Arnoux        | Renault                  | 1'15"730 | 2       |
| 3   | 6  | Keke Rosberg       | Williams-Ford Cosworth   | 1'15"847 | 3       |
| 4   | 8  | Niki Lauda         | McLaren-Ford Cosworth    | 1'16"048 | 4       |
| 5   | 3  | Michele Alboreto   | Tyrrell-Ford Cosworth    | 1'16"308 | 5       |
| 6   | 28 | Didier Pironi      | Ferrari                  | 1'16"505 | NP      |
| 7   | 22 | Andrea De Cesaris  | Alfa Romeo               | 1'16"575 | 6       |
| 8   | 27 | Gilles Villeneuve  | Ferrari                  | 1'16"616 | NP      |
| 9   | 12 | Nigel Mansell      | Lotus-Ford Cosworth      | 1'16"944 | 7       |
| 10  | 1  | Nelson Piquet      | Brabham-BMW              | 1'17"124 | 8       |
| 11  | 2  | Riccardo Patrese   | Brabham-BMW              | 1'17"126 | 9       |
| 12  | 7  | John Watson        | McLaren-Ford Cosworth    | 1'17"144 | 10      |
| 13  | 11 | Elio De Angelis    | Lotus-Ford Cosworth      | 1'17"762 | 11      |
| 14  | 9  | Manfred Winkelhock | ATS-Ford Cosworth        | 1'17"879 | 12      |
| 15  | 5  | Derek Daly         | Williams-Ford Cosworth   | 1'18"194 | 13      |
| 16  | 25 | Eddie Cheever      | Ligier-Matra             | 1'18"301 | 14      |
| 17  | 23 | Bruno Giacomelli   | Alfa Romeo               | 1'18"371 | 15      |
| 18  | 31 | Jean-Pierre Jarier | Osella-Ford Cosworth     | 1'18"403 | 16      |
| 19  | 26 | Jacques Laffite    | Ligier-Matra             | 1'18"565 | 17      |
| 20  | 10 | Eliseo Salazar     | ATS-Ford Cosworth        | 1'18"967 | 18      |
| 21  | 35 | Derek Warwick      | Toleman-Hart             | 1'18"985 | 19      |
| 22  | 4  | Brian Henton       | Tyrrell-Ford Cosworth    | 1'19"150 | 20      |
| 23  | 36 | Teo Fabi           | Toleman-Hart             | 1'19"300 | 21      |
| 24  | 29 | Marc Surer         | Arrows-Ford Cosworth     | 1'19"584 | 22      |
| 25  | 20 | Chico Serra        | Fittipaldi-Ford Cosworth | 1'19"598 | 23      |
| 26  | 18 | Raul Boesel        | March-Ford Cosworth      | 1'19"621 | 24      |
| NQ  | 17 | Jochen Mass        | March-Ford Cosworth      | 1'19"777 | 25      |
| NQ  | 30 | Mauro Baldi        | Arrows-Ford Cosworth     | 1'19"815 | 26      |
| NQ  | 14 | Roberto Guerrero   | Ensign-Ford Cosworth     | 1'20"116 | NQ      |
| NQ  | 33 | Jan Lammers        | Theodore-Ford Cosworth   | 1'20"584 | NQ      |

## Gara

### Resoconto
Il comando della gara venne conquistato da René Arnoux, mentre Alain Prost veniva sopravanzato anche da Keke Rosberg; seguivano poi Niki Lauda, Andrea De Cesaris, Michele Alboreto e le due Brabham. Al via vi fu una toccata tra Bruno Giacomelli e Eliseo Salazar, speronato a sua volta da Manfred Winkelhock: Giacomelli e Salazar furono costretti al ritiro. Si fermarono sulla griglia Nigel Mansell e Derek Warwick, che però furono capaci di ripartire, con la spinta dei meccanici.
La gloria per le Renault durò poco: al terzo giro Lauda prese la terza posizione a Prost, mentre al giro 4 Arnoux fu costretto a una sosta ai box per un problema col turbo: si trovò così a condurre Keke Rosberg, per la prima volta nella sua carriera nel mondiale. A seguire il finnico vi era ora Lauda, poi De Cesaris, che aveva anch'egli passato Prost. La gara di quest'ultimo proseguì negativamente, tanto che venne passato, nei giri successivi, anche da Riccardo Patrese e John Watson, che era autore di una bella rimonta. Al quindicesimo giro Prost dette addio alla zona dei punti, passato da Alboreto.
Al giro 29 Alboreto fu costretto al ritiro per un guasto al motore. Al trentesimo giro Andrea De Cesaris passò Lauda, ponendosi al secondo posto mentre, un giro dopo, Watson conquistò il quarto posizionamento in classifica, superando Patrese. Ora la classifica, dietro a Keke Rosberg, vedeva così De Cesaris, Lauda, Watson, Patrese, Derek Daly e le due Ligier. Dopo le Ligier vi era Nelson Piquet e un sorprendente Jochen Mass, partito dall'ultima fila.
Al 34º passaggio terminò la gara anche per Andrea De Cesaris, che fu fermato da un guasto al cambio. Tre giri dopo si ritirò anche Jean-Pierre Jarier che, dopo un pit stop, non attese il via libera dei meccanici, che stavano ancora operando coi martinetti sugli pneumatici, e distrusse l'alettone posteriore.
Al giro 47 Watson passò il compagno di scuderia Lauda, mentre dalle retrovie si faceva largo Elio De Angelis, che aveva effettuato un cambio gomme nei primi giri della gara e poi aveva compiuto una forte rimonta. Al giro 52 anche Patrese, mentre era quarto, si ritirò per incidente. Entrò in zona punti Laffite che, però, due giri dopo, precipitò in classifica. Ora sesto era De Angelis.
Al giro 61 si ritirano sia Daly (mentre era quarto) sia Mass (che era ottavo). Scalava così sesto Chico Serra con la Fittipaldi, che però veniva passato un giro dopo da Nelson Piquet.
John Watson rimontava su Rosberg, in difficoltà per via dell'usura dei suoi pneumatici. A due giri dalla fine Rosberg commise un errore alla curva Bolderberghaars Peldbocht, finì sul cordolo e venne superato da Watson, che andò a vincere davanti allo stesso Rosberg, poi Lauda, Cheever, De Angelis e Piquet. Per il nordirlandese si trattava del terzo successo iridato. Lauda venne successivamente squalificato per un'irregolarità tecnica sulla sua McLaren: terzo, per la prima volta sul podio, venne così classificato Eddie Cheever. Chico Serra scalò sesto, conquistando l'ultimo punto iridato per la Fittipaldi, mentre la BMW conquistò i suoi primi punti come motorista.

### Risultati
I risultati del Gran Premio sono i seguenti:
| Pos | No | Piloti             | Team                     | Giri | Tempo/Ritiro             | Griglia | Punti |
| --- | -- | ------------------ | ------------------------ | ---- | ------------------------ | ------- | ----- |
| 1   | 7  | John Watson        | McLaren-Ford Cosworth    | 70   | 1h35'41"995              | 10      | 9     |
| 2   | 6  | Keke Rosberg       | Williams-Ford Cosworth   | 70   | + 7"268                  | 3       | 6     |
| 3   | 25 | Eddie Cheever      | Ligier-Matra             | 69   | + 1 giro                 | 14      | 4     |
| 4   | 11 | Elio De Angelis    | Lotus-Ford Cosworth      | 68   | + 2 giri                 | 11      | 3     |
| 5   | 1  | Nelson Piquet      | Brabham-BMW              | 67   | + 3 giri                 | 8       | 2     |
| 6   | 20 | Chico Serra        | Fittipaldi-Ford Cosworth | 67   | + 3 giri                 | 23      | 1     |
| 7   | 29 | Marc Surer         | Arrows-Ford Cosworth     | 66   | + 4 giri                 | 22      |       |
| 8   | 18 | Raul Boesel        | March-Ford Cosworth      | 66   | + 4 giri                 | 24      |       |
| 9   | 26 | Jacques Laffite    | Ligier-Matra             | 66   | + 4 giri                 | 17      |       |
| SQ  | 8  | Niki Lauda         | McLaren-Ford Cosworth    | 70   | Squalificato             | 4       |       |
| Rit | 5  | Derek Daly         | Williams-Ford Cosworth   | 60   | Testacoda                | 13      |       |
| Rit | 17 | Jochen Mass        | March-Ford Cosworth      | 60   | Motore                   | 25      |       |
| Rit | 15 | Alain Prost        | Renault                  | 59   | Testacoda                | 1       |       |
| Rit | 2  | Riccardo Patrese   | Brabham-BMW              | 52   | Incidente                | 9       |       |
| Rit | 30 | Mauro Baldi        | Arrows-Ford Cosworth     | 51   | Motore                   | 26      |       |
| Rit | 31 | Jean-Pierre Jarier | Osella-Ford Cosworth     | 37   | Alettone rotto           | 14      |       |
| Rit | 22 | Andrea De Cesaris  | Alfa Romeo               | 34   | Cambio                   | 6       |       |
| Rit | 4  | Brian Henton       | Tyrrell-Ford Cosworth    | 33   | Motore                   | 20      |       |
| Rit | 3  | Michele Alboreto   | Tyrrell-Ford Cosworth    | 29   | Motore                   | 5       |       |
| Rit | 35 | Derek Warwick      | Toleman-Hart             | 29   | Trasmissione             | 19      |       |
| Rit | 36 | Teo Fabi           | Toleman-Hart             | 13   | Freni                    | 21      |       |
| Rit | 12 | Nigel Mansell      | Lotus-Ford Cosworth      | 9    | Frizione                 | 7       |       |
| Rit | 16 | René Arnoux        | Renault                  | 7    | Turbo                    | 2       |       |
| Rit | 9  | Manfred Winkelhock | ATS-Ford Cosworth        | 0    | Frizione                 | 12      |       |
| Rit | 23 | Bruno Giacomelli   | Alfa Romeo               | 0    | Collisione alla partenza | 15      |       |
| Rit | 10 | Eliseo Salazar     | ATS-Ford Cosworth        | 0    | Collisione alla partenza | 18      |       |
| NP  | 28 | Didier Pironi      | Ferrari                  |      | Ritirato per lutto       |         |       |
| NP  | 27 | Gilles Villeneuve  | Ferrari                  |      | Incidente mortale        |         |       |
| NQ  | 14 | Roberto Guerrero   | Ensign-Ford Cosworth     |      |                          |         |       |
| NQ  | 33 | Jan Lammers        | Theodore-Ford Cosworth   |      |                          |         |       |
| NPQ | 32 | Riccardo Paletti   | Osella-Ford Cosworth     |      |                          |         |       |
| NPQ | 19 | Emilio de Villota  | March-Ford Cosworth      |      |                          |         |       |

## Classifiche

### Piloti
| Pos. | Pilota             | Punti |
| ---- | ------------------ | ----- |
| 1    | Alain Prost        | 18    |
| 2    | John Watson        | 17    |
| 3    | Keke Rosberg       | 14    |
| 4    | Niki Lauda         | 12    |
| 5    | Didier Pironi      | 10    |
| 6    | Michele Alboreto   | 10    |
| 7    | Carlos Reutemann   | 6     |
| =    | Gilles Villeneuve  | 6     |
| 9    | Elio De Angelis    | 5     |
| 10   | René Arnoux        | 4     |
| =    | Nigel Mansell      | 4     |
| =    | Riccardo Patrese   | 4     |
| =    | Eddie Cheever      | 4     |
| 14   | Jean-Pierre Jarier | 3     |
| 15   | Manfred Winkelhock | 2     |
| =    | Eliseo Salazar     | 2     |
| =    | Nelson Piquet      | 2     |
| 18   | Chico Serra        | 1     |

### Costruttori
| Pos. | Team                     | Punti |
| ---- | ------------------------ | ----- |
| 1    | McLaren-Ford Cosworth    | 29    |
| 2    | Renault                  | 22    |
| 3    | Williams-Ford Cosworth   | 20    |
| 4    | Ferrari                  | 16    |
| 5    | Tyrrell-Ford Cosworth    | 10    |
| 6    | Lotus-Ford Cosworth      | 6     |
| 7    | Brabham-Ford Cosworth    | 4     |
| =    | Ligier-Matra             | 4     |
| 9    | ATS-Ford Cosworth        | 4     |
| 10   | Osella-Ford Cosworth     | 3     |
| 11   | Brabham-BMW              | 2     |
| 12   | Fittipaldi-Ford Cosworth | 1     |

## Decisioni della FIA
Al termine della gara la McLaren di Niki Lauda venne trovata sotto il peso minimo consentito di 580 kg. Inizialmente venne pesata a 574 kg, poi 578. Un meccanico della scuderia venne anche trovato dai commissari mentre stava posizionando una lastra di piombo sotto la vettura, al fine di farla rientrare nel peso minimo. I commissari decisero anche di prelevare un campione di carburante dalle vetture dei primi sei classificati, per controllare che fossero di tipo commerciale.
La squalifica di Lauda venne confermata dal Tribunale d'Appello della FIA solo il 28 settembre, dopo il termine del campionato.